# Marimbus
Marimbus é uma área alagadiça brasileira, considerada o "pantanal da Bahia", situada na região central da Chapada Diamantina, protegida em grande parte pelo Parque Nacional da Chapada Diamantina, no plano federal, e na parte restante pela APA Marimbus - Iraquara, sendo uma importante atração turística nas cidades que banha.

## Características e ecologia
Fica situado entre os municípios de Lençóis e Andaraí. É uma das atrações turísticas da "Chapada Velha", em que um sistema de lagoas e alagados, alimentados sobretudo pelo rio Santo Antônio, permitem ao visitante passeios de canoas e caiaques, tendo acesso pela rodovia BA-142. O banhado possui uma área total de 1 250 quilômetros quadrados, alimentado principalmente por três rios. Com nascentes nas serras situadas no Parque Nacional, os rios Santo Antônio, São José e Utinga são por sua vez recebedores das águas dos rios Mucugezinho, Preto, Capivara, Roncador e outros, alimentam o "mini-pantanal".
Ao menos cinco estudos botânicos foram realizados sobre a flora local, identificando ao menos dez espécies ali endêmicas como Moenkhausia diamantina (Benine et al., 2007); Parotocinclus adamanteus (Pereira et al. 2019) e Astyanax lorien (Zanata et al. 2018), além de peixes como uma subfamília de Copionodontinae e outros exemplares da fauna, que se diferenciam das regiões vizinhas.

## Meio antrópico e turismo
A comunidade quilombola do Remanso, ali instalada, foi uma das que inspirou o livro Torto Arado. Esse livro de Itamar Vieira Junior levou para a literatura o drama dos descendentes de escravos nos tempos modernos e, em Viena, foi encenada a peça Après le silence baseada na obra em que a atriz natural do quilombo do Remanso, Gal Pereira, desempenhou um papel.
Passeios a Marimbus podem ser contratados nas agências de turismo das cidades de Mucugê e de Lençóis, tendo como ponto de partida principal o povoado de Remanso. A Fazenda Marimbus, que está nas imediações, é uma atração particular com opções de passeios de barco, pesca. A fazenda fica situada a cerca de 4 quilômetros de Andaraí e, na alta estação, é preciso fazer reservas com antecedência. A entrada no Marimbus é feita mediante o pagamento de uma taxa à associação dos quilombolas.